# Bobbie of the Ballet
Bobbie of the Ballet è un film muto del 1916 diretto da Joseph De Grasse.

## Trama

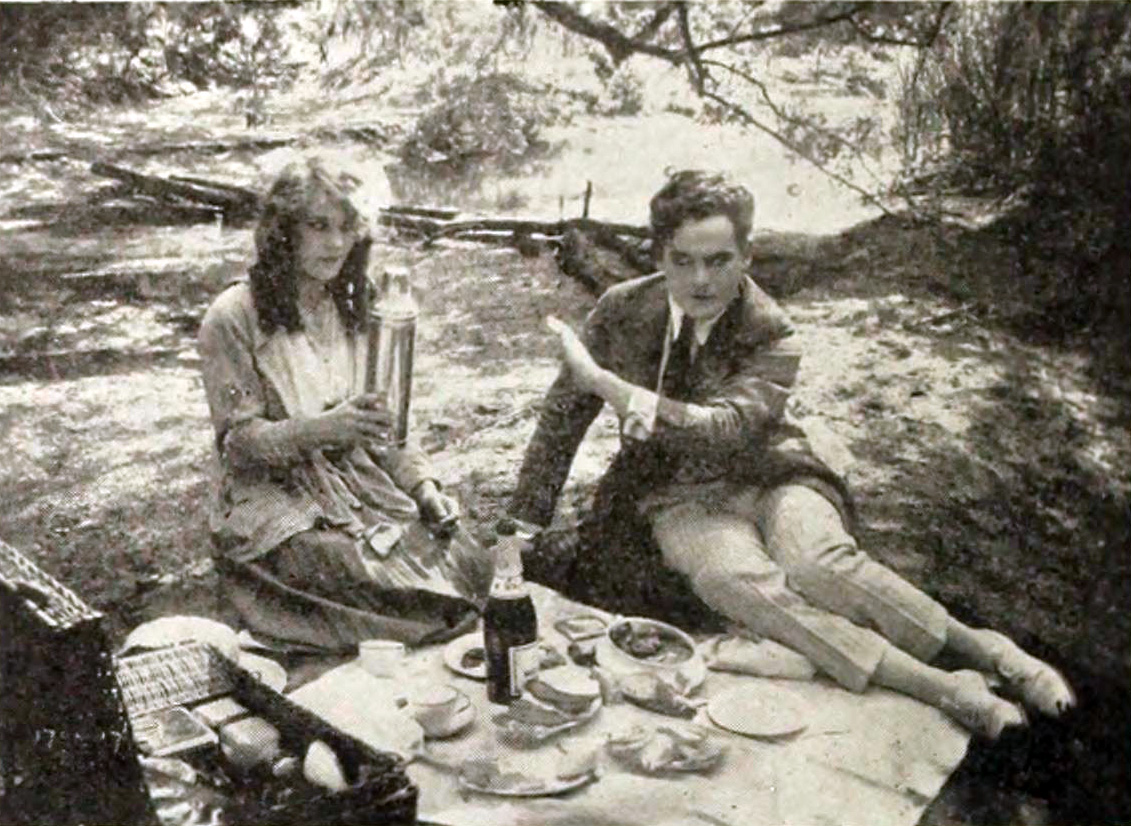
Louise Lovely e Jay Belasco

Rimasta orfana, la ballerina Bobbie Brent deve prendersi cura dei suoi due fratellini. Per tenerli con sé, Bobbie li fa passare per suoi, fingendo di essere una vedova con due figli a carico. Innamorato di lei, Jack Stimson ritiene lo stratagemma ingannevole e lascia la giovane. Ma Velma Vrooman, una ex fidanzata di Jack, è comunque gelosa di Bobbie e, fingendo di averle trovato un lavoro, le procura un appuntamento con un impresario teatrale. Costui fa delle avances alla ragazza che cerca di sottrarsi alle sue sgradite attenzioni ma è solo l'intervento di Jack, che ha sentito dell'appuntamento e ha seguito Bobbie, a salvare la ragazza. Jack si rende di amare ancora Bobbie e le chiede di sposarlo: il loro matrimonio permetterà a Bobbie di tenere con sé i fratellini, sottraendoli alla custodia del tribunale.

## Produzione
Il film fu prodotto dalla Bluebird Photoplays (Universal Film Manufacturing Company.

## Distribuzione
Distribuito dalla Bluebird Photoplays (Universal Film Manufacturing Company), il film uscì nelle sale cinematografiche USA il 12 giugno 1916.